# OPA!
"OPA!" (græsk: ΏΠΑ!, IPA: [OPA]) er en sang af den græske sanger Giorgos Alkaios & Friends. Den repræsenterede Grækenland i Eurovision Song Contest 2010. Sangen blev udgivet af tv Hellenic Broadcasting Corporation (ERT) om 26 Februar 2010 sammen med de øvrige kandidatlande sange fra den nationale finale, mens en digital download blev udgivet den 12. marts 2010 i forbindelse med Universal Music Greece.

## Baggrund

### Produktionshistorie
Alkaios havde oprindeligt skrevet musikken til sangen to år forinden, men havde ingen intentioner om at bidrage til Eurovison Song Contest på det tidspunkt. Efter at tekstforfatter Giannis Antoniou hørte musikken et år tidligere, blev han smittet af sangen og spurgte Alkaios om han kunne skrive sangteksten til den. I processen skrev og bidrog andre musikere og ansatte fra Friends Music Factory herunder Dionisis Schinas, Kassiani Kargiule, Dimitris Hortarias, Stavros Apostolou, Tolis SCHINAS, og Manos Hortarias bl.a. halvdelen af teksten til sangen. Ved afslutning, opfordrede en god ven og musiker Dionysis Schinas sammen med Giannis Antoniou, Alkaios at forelægge sangen til tv ERT om at deltage i den nationale finale. Ved oprindeligt kun at have til hensigt at være komponist på sangen, aftalte Alkaios at forelægge sangen, og Schinas håndleverede sangen til ERT's kontor. Senere blev det besluttet, at Alkaios ville optræde med sangen på scenen sammen med "Friends".
Ifølge Alkaios er 'Opa' et lykkeligt ord og lige, hvad folk har brug for i en tid med problemer. Sangen handler om at lægge fortiden bag sig og starte forfra. I en verden rystet af de nuværende økonomiske forhold, mener Alkaios at folk bare er nødt til at sige 'Opa' og komme videre.
OPA! blev nummer 8 ved Eurovision Song Contest 2010 med 140 point, lige efter Armeniens bidrag med 141 point.